# Gornji Vrh
Gornji Vrh este o localitate din comuna Šmartno pri Litiji, Slovenia, cu o populație de 8 locuitori.